# 乌斯季顿涅茨基
乌斯季顿涅茨基（羅馬化：Ustʹ-Donetskiy）是俄罗斯罗斯托夫州的市级镇、乌斯季顿涅茨基区行政中心及规模最大聚居地，同时也是罗斯托夫州人口最多的市级镇。地处罗斯托夫州中部，位于顿河支流北顿涅茨河畔，东南距其与顿河汇流处不远。州府顿河畔罗斯托夫位于该镇西南方。镇内设有同名铁路车站。
该地2022年人口有10,872人；2010年人口11,817；2002年人口11,374；1989年人口10,008。